# 日本医学放射線学会
公益社団法人日本医学放射線学会（にほんいがくほうしゃせんがっかい、英語: Japan Radiological Society (JRS)）は、日本の学術研究団体の一つ。1950年3月6日設立。学術研究団体としての種別は単独学会。
臨床医学を学術研究領域とし、放射線科学及びその関連分野に関する学術について研究発表、知識の交換、会員相互及び内外の関連学術団体との連携協力等を行うことにより、分野の進歩・普及・啓発を図るとともに、安全で質の高い医療を提供するための事業活動を通して、国民の健康と福祉の増進に寄与することを目的としている。
国内においては日本医学会に、国際学術連合体としてはアジア・オセアニア放射線学会、International Society of Radiologyに加入している。

## 沿革
- 1950年 - 社団法人日本医学放射線学会設立。
- 2012年 - 公益社団法人日本医学放射線学会へ移行。

## 刊行物

### Japanese Journal of Radiology
- 誌名（和文）：-
- 誌名（欧文）：Japanese Journal of Radiology
- 創刊年：1955
- 資料種別：ジャーナル（査読付き論文を含む）
- 使用言語：英語のみ
- 発行形態：印刷体、eジャーナル
- 著作権帰属先：学会
- クリエイティブコモンズ：定めていない
- 購読：有料

### Supplement（地方研究会抄録集）
- 誌名（和文）：Supplement（地方研究会抄録集）
- 誌名（欧文）：-
- 創刊年：2008
- 資料種別：研究報告・技術報告
- 使用言語：日本語のみ
- 発行形態：印刷体
- 著作権帰属先：学会
- クリエイティブコモンズ：定めていない
- 購読：有料

### 日本医学放射線学会総会抄録集
- 誌名（和文）：日本医学放射線学会総会抄録集
- 誌名（欧文）：-
- 創刊年：1941
- 資料種別：会議録・要旨集
- 使用言語：日本語（英文抄録あり）
- 発行形態：印刷体
- 著作権帰属先：学会
- クリエイティブコモンズ：定めていない
- 購読：有料

### 日本医学放射線学会秋季臨床大会抄録集
- 誌名（和文）：日本医学放射線学会秋季臨床大会抄録集
- 誌名（欧文）：-
- 創刊年：1964
- 資料種別：会議録・要旨集
- 使用言語：日本語のみ
- 発行形態：印刷体
- 著作権帰属先：学会
- クリエイティブコモンズ：定めていない
- 購読：有料